# Kamostek
Kamostek – wieś w Polsce położona w województwie łódzkim, w powiecie łaskim, w gminie Sędziejowice.
W latach 1975–1998 miejscowość administracyjnie należała do województwa sieradzkiego.
Wieś w kształcie paragrafu, leży na terenie wydmowym, pofałdowanym i piaszczystym. Jest tu mała kapliczka, gdzie w niedziele ksiądz z Sędziejowic odprawia mszę.